# Kasteel van Kortgene
Het kasteel van Kortgene stond in de Nederlandse stad Kortgene, provincie Zeeland. De exacte locatie van het in 1530-1532 door stormvloeden verwoeste kasteel is onbekend.

## Geschiedenis
Het kasteel is tussen 1411 en 1413 gebouwd door Filips van Borssele. In diezelfde periode liet hij het dorp Kortgene van stadsmuren voorzien en hij bouwde er een nieuwe kerk. In 1413 schonk hij Kortgene stadsrechten en in 1418 werd Kortgene een vrije hoge heerlijkheid.
Nadat Filips in 1431 zonder nageslacht was overleden, vervielen kasteel en heerlijkheid aan de graaf. Nog datzelfde jaar verkocht gravin Jacoba van Beieren het kasteel en heerlijkheid aan Frank van Borssele, met wie zij enkele jaren later zou trouwen. Het kasteel van Kortgene werd overigens bewoond door een kastelein die door Frank was aangesteld.
Franks bastaardzoon Floris werd in 1478 met het kasteel en de heerlijkheid beleend, maar moest hiervoor wel een groot bedrag betalen aan gravin Maria van Bourgondië en haar echtgenoot Maximiliaan van Oostenrijk. Na het overlijden van Floris in 1507 erfde zijn zoon Frank de goederen. Omdat Franks huwelijk met Catharina van Egmond kinderloos bleef, gingen na zijn dood in 1521 kasteel en heerlijkheid over naar de familie Van Egmond. De eerste eigenaar uit deze familie was Floris van Egmond, graaf van Buren, die in 1530 het kasteel en de heerlijkheid in bezit kreeg.
Door de Sint-Felixvloed op 5 november 1530 en nieuwe overstromingen in 1532 werden het stadje Kortgene en het kasteel verwoest. Floris' zoon Maximiliaan van Egmond werd in 1540 heer van de heerlijkheid Kortgene. Zijn dochter Anna van Buren huwde in 1551 met Willem van Oranje en liet Kortgene na aan hun zoon Filips Willem.
Het kasteel is na de verwoesting nooit meer herbouwd.

## Beschrijving
Het kasteel heeft gestaan nabij het middeleeuwse stadje Kortgene. Omdat zowel het kasteel als het stadje zijn verwoest tijdens de overstromingen van 1530/1532, is de precieze locatie van het kasteel niet bekend.
Ook is niets bekend over het uiterlijk van het slot. De enige bekende afbeelding dateert uit de 18e eeuw en kan als fantasie worden beschouwd.
Aldegonde · Kasteel van Axel · Baarland · Baarsdorp · Barbestein · Biervliet · Bieweg · Blodenburg · Huis der Boede · Brijdorpe · Bruëlis · 't Burchtje · Burggravensteen · Buttinge · Coxijde · Crayenstein · Duinbeek · Duivelsberg · Ellewoutsdijk · Filippenburg · Geersdijk · Gistellis · Gravenhof · Slot Haamstede · Kasteel Hellenburg · Herkestein · Heuvelsweg · Hoge Huis · Ter Hooge · Hoogkamer · Kats · Kind van Trente · Kleverskerke · Kortgene · Kreke · Kruiningen · Laterdale · Lodijke · Maalstede (Hulst) · Maalstede (Kapelle) · Magdalon · Hof Ter Moere · Moermond · Te Mortiere · Muiden · Hof ter Nisse (Nisse) · Hof ter Nisse (Ossenisse) · Oostende · Oostende (Goes) · Oosterstein · Poelvoorde · Poortvliet · Popkensburg · De Pottere · Poucques · Pronkenburg · Ravenstein · Saeftingher Slot · Kasteel van Sint-Maartensdijk · Schengen · Sluis · Smallegange · Stavenisse · Tolhuis van Iersekeroord · Huus ter Tolne · Torenberg · Torenhoeve · Toren van Bourgondië · Troye · Valkenisse · Vinninghen · Vlissingen · Voorhoute · Waarde · Watervliet · Weldamme · Welland · Huis te Werf · Te Werve · Westenschouwen · Westhove · Westkerke · Windenburg · Zandenburg · Zwanenburg